# 정병선
정병선(鄭炳善, 1965년 ~ )은 대한민국의 제3대 과학기술정보통신부 제1차관을 역임한 공무원이었다.

## 학력
- 전주덕진중학교
- 동암고등학교
- 서울대학교 경제학과 (학사)
- 서울대학교 행정대학원 행정학 (석사)
- 영국 서식스 대학교대학원 과학기술정책학 (석사)

## 경력
- 국무총리 규제혁신추진단 자문단 ICT·과기·방통 담당
- 2022 제10대 한국과학기술기획평가원장
- 2019 제3대 과학기술정보통신부 제1차관
- 2019 과학기술정보통신부 국립중앙과학관장
- 2017 과학기술정보통신부 연구개발정책실장
- 2016 미래창조과학부 연구개발정책실 기초원천연구정책관
- 2015 미래창조과학부 기획조정실 정책기획관
- 2015 미래창조과학부 연구개발정책실 연구성과혁신정책관
- 2012 교육과학기술부 연구개발정책실 과기인재정책과장
- 2010 교육과학기술부 국제협력국 국제협력정책과장
- 2008 교육과학기술부 인재정책실 과학기술인력과장
- 2007 과학기술부 과학기술혁신본부 조사평가과장
- 2006 과학기술부 정책홍보관리실 정책홍보담당관실
- 2002 과학기술부 과학기술정책실 정책총괄과
- 2000 과학기술부 과학기술정책실 지방과학진흥과
- 1990 행정고시 합격(34회)

| 전임 문미옥 | 제3대 과학기술정보통신부 제1차관 2019년 12월 19일 ~ 2021년 3월 29일 | 후임 용홍택 |